# Vivimos en una estrella
Vivimos en una estrella es una telenovela mexicana que se transmitió por el Canal 2 de Telesistema Mexicano en 1963. Dirigida por Francisco Jambrina y protagonizada por Beatriz Aguirre, Magda Donato, María Rojo y Rafael Bertrand.

## Sinopsis
Felicidad (Beatriz Aguirre) es una dulce ingenua millonaria solterona humillada por la gente del pueblo y engañada por hombres ambiciosos que solo desean su dinero.. conoce a Armando que aconsejado por su malvada madre (Magda Donato) y su novia disque se enamora de ella para sacar partido.. al inicio Felicidad cae en sus redes.. pero con el tiempo realmente se enamora de ella y será demasiado tarde porque Felicidad al descubrir su plan tomará una decisión final

## Elenco
- Beatriz Aguirre - Felicidad
- Magda Donato - Áurea
- María Rojo - Lilia
- Rafael Bertrand - Armando
- Antonio Gama - Juan
- Fernando Mendoza - Julián
- Alberto Galán - Galván
- Carlos Becerril - Jorge
- Manuel Calvo - Domínguez

## Datos a resaltar
- La telenovela está grabada en blanco y negro.